# 马克思列宁主义
马克思列宁主义（俄语：Маркси́зм-ленини́зм），简称马列主义或马列。严格地说，它是指由列宁发展起来的马克思主义流派（详见列宁主义）。然而，在不同的大环境下，许多不同的政治团体（有些还是针锋相对的）都使用“马克思列宁主义”这个词汇，并宣称以此作为其意识形态的基础。（例如：中国共产党就将马列主义定为其理论基础和指导思想之一。）本条目主要说明“马克思列宁主义”这个名词在历史上和现在的使用情况。

## 历史
列宁从未用过列宁主义这个词，也从未把他的观点归入“马克思列宁主义”这个词中。他的思想被布尔什维克视为对马克思主义的发展。列宁去世后，他的思想体系以及对马克思主义的贡献被迅速地定名为“马克思列宁主义”，“马克思列宁主义”一词旋即成为共产主义及世界各地共产党对这种思想体系的称呼。
斯大林在列宁去世后的五年内完成了其在苏联的权力晋升之路。后有斯大林主义之称。斯大林统治苏联时期及其后，马克思列宁主义被作为苏联的官方思想。历史学界及政治科学界对斯大林的行为是否符合马克思列宁主义的原则这一问题上仍有争论。特别是托洛茨基主义者认为斯大林扭曲了真正的马克思主义和列宁主义，并用“布尔什维克列宁主义”来形容自己。
在部分学者看来，“马克思列宁主义”所表达的含义既不是“马克思主义”也不是“列宁主义”更不是两者的结合体，而是为了给斯大林的意识形态扭曲辩护所造出的虚假术语。
中苏交恶后，苏联与中华人民共和国均表示只有自己才继承了马克思列宁主义。在中华人民共和国，官方宣称毛泽东将“马列主义和中国具体实践相结合”，并进而宣称毛泽东在基础上将马列主义作为一个整体予以更新，毛泽东思想是马克思主义的一个更先进的阶段。此后中国共产党及亲中共的各国毛派政党将自己的意识形态基础描述为“马克思列宁主义、毛泽东思想”。毛泽东去世后，秘鲁共产党 (光辉道路)创造了“马克思列宁毛主义”这一术语，以代替术语“马克思列宁主义毛泽东思想”。
朝鲜官方于1977年起逐渐用主体思想取代了马克思列宁主义的指导意识形态地位。不过，朝鲜民主主义人民共和国政府因其政治经济结构，有时会被描述为“斯大林主义”。（详见朝鲜历史）
另外其他三个现存的社会主义国家（古巴共和国、越南社会主义共和国、老挝人民民主共和国）也将马克思列宁主义作为官方意识形态，虽然他们出于实用政策的考虑而给予这个主义不同的称呼。
一些官方反共主义的地区也（曾经）经常使用“马列主义”这个词汇。例如，台湾地区（特别是在迁台之后，解严之前）提出了“驱逐马列、恢复中华”的民族主义口号，并严格限制其民众接触所谓“马列主义书籍”。不过，所谓的“马列主义”是指哪些内容，台湾官方并没有解释，一般认为此词汇实际是泛指包括马、列、斯、毛等在内的整个共产主义理论。

## 现状
绝大多数共产党仍将“马克思列宁主义”尊为基本的意识形态，尽管其中有许多政党根据政治环境的新需要而对此主义进行了修改。有些共产党，特别是与欧洲共产主义联合的政党，有意地与“马克思列宁主义”保持距离，在许多情况下都不让此词出现在官方文件中。他们中的一部分开始自认定为“马克思主义者、列宁主义者”或“马克思主义者和列宁主义者”，而不是“马克思列宁主义者”，以避免后者带来的历史蕴涵。
不少政党在党名上冠以“马克思列宁主义”，以示与本国的其它共产党（往往可能被前者视为是修正主义者）相区别。名称冠以“马克思列宁主义”的政党里，最常见的是那些基于反修正主义传统而产生的政党，后来分化为毛主义政党和霍查主义政党。
关于描述源于马克思主义的诸多思想，有许多复杂的术语，这些术语在非学界的使用非常混乱。不熟悉共产主义理念细节的人（例如许多报社或其它媒体），常把“马克思列宁主义”作为一个万能同义词，在指代任何一种马克思主义学派时用。
托洛茨基主义者一般也称自己为“马克思主义者”、“列宁主义者”和“布尔什维克列宁主义者”。托洛茨基在自己的文章中，特别是“左翼反对派”时期的文章中，时常使用到“布尔什维克列宁主义”和“布尔什维克列宁派”等词，并以“布尔什维克列宁主义者”自居。“布尔什维克列宁主义”可以被看作马克思列宁主义的另一种表达方式，但一部分托洛茨基主义者也认为“马克思列宁主义”只是斯大林主义伪装的名词，并不代表是马克思主义、列宁主义。